# Billingsfors bruksförsamling
Billingsfors bruksförsamling var en bruksförsamling inom Svenska kyrkan, vid Billingsfors bruk i Karlstads stift i nuvarande Bengtsfors kommun. 1761 bildades Billingsfors bruksförsamling och 1763 var kyrkan färdig att tas i bruk. Bruksförsamlingen upphörde 1872. När Steneby församling övertog kyrkan 1981 var den en av landets sista bruksägda kyrkor.
Kyrka var Billingsfors kyrka.

## Administrativ historik
Församlingen bildades 14 oktober 1761 genom en utbrytning ur Steneby församling och Laxarby församling, dit den återgick 1 maj 1872.